# Antonio Aranda Lomeña
Antonio Aranda Lomeña (Córdoba, 22 de diciembre de 1942 - Pamplona, 2 de noviembre de 2023) fue un teólogo español; especialista en teología dogmática, teología trinitaria, cristología y antropología teológica.

## Biografía
Nació en Córdoba y fue bautizado en la iglesia de Santa Marina de la misma ciudad. Tiempo después, se trasladó a Madrid junto con su familia.
En Madrid, mientras residía en el Colegio Mayor Moncloa en donde conoció el espíritu del Opus Dei, pidió su admisión a ella en marzo de 1963. Concluida su licenciatura en matemáticas en la Universidad Complutense de Madrid (1965), se trasladó a Roma para cursar los estudios de teología (1965-1967).
En 1967 de regreso en España, se instaló en Pamplona, donde fue alumno de la primera promoción de la Facultad de Teología de la Universidad de Navarra, doctorándose en Teología Dogmática para 1972. 
Fue ordenado sacerdote el 15 de agosto de 1971.
En 1971 comenzó su actividad docente como profesor de teología dogmática en la Facultad de Teología de la Universidad de Navarra. Posteriormente, pasó a ser miembro correspondiente de la Real Academia de Doctores de España, miembro de la junta directiva de la Sociedad Mariológica Española y de la junta directiva del Instituto Histórico de San Josemaría Escrivá de Balaguer. Fue decano de la Facultad de Teología de la Universidad Pontificia de la Santa Cruz en Roma (1994-1998) y editor de las revistas teológicas Scripta Theologica entre 1989 a 1993 y Annales Theologici entre 1995 a 1998.
Benedicto XVI lo nombró como uno de los expertos para asistir al Sínodo de la Nueva Evangelización, celebrado en Roma del 7 al 28 de octubre de 2012.
Su campo de particular interés fue la teología trinitaria, la cristología y la antropología teológica. Se ocupó de la teología espiritual, especialmente de la imagen de san Josemaría Escrivá de Balaguer; del que ha publicado ensayos, monografías y presentaciones en español, italiano y alemán.
Fue presidente de la Sociedad Mariológica Española entre 2013 y 2016.
Fallece en Pamplona el 2 de noviembre de 2023.

## Monografías publicadas
- A imagen de Dios en Cristo: cuestiones de antropología teológica, Pamplona, Eunsa, 2023, 411 pp. ISBN: 9788431338473.
- El hecho teológico y pastoral del Opus Dei: Una indagación en las fuentes fundacionales, Pamplona, Eunsa, 2020, 1.ª, 369 pp. ISBN: 9788431334925. (2021, 2.ª, 369 pp.) ISBN:9788431336110.[11][12]
- Amigos de Dios. Edición crítico-histórica preparada por Antonio Aranda, Madrid, Rialp, 2019, [35.ª] (1.ª ed. crítico-histórica), LII, 955 pp. ISBN: 9788432151057.[13]
- Es Cristo que pasa. Edición crítico-histórica preparada por Antonio Aranda, Madrid, Rialp, 2013, 45.ª (1.ª ed. crítico-histórica), XLI, 1033 pp., ISBN: 9788432143304. (2.º ed., 2013, 46.ª [2.ª ed. crítico-histórica], XLI, 1033 pp. ISBN: 9788432143175.[14][15]
- Dios busca al hombre: Curso Internacional de Actualización Teológica, Lima, CDSCO, 2013, 247 pp.
- Creemos y conocemos. Lectura teológica del catecismo de la Iglesia Católica: Lectura teológica del Catecismo de la Iglesia Católica, Pamplona, Eunsa, 2012. ISBN: 9788431349950.
- María, camino de retorno: Nueva evangelización y piedad mariana, Pamplona, Eunsa, 2012. ISBN: 8431349727.
- Identidad cristiana: coloquios universitarios, Pamplona, Eunsa, 2007. ISBN: 9788431324995. Traducido al italiano: Identità cristiana: i fondamenti, Roma, Edizioni Università della Santa Croce, 2007, 1.ª, 400 pp. ISBN: 9788883331213.[16]
- «El bullir de la sangre de Cristo»: estudio sobre el cristocentrismo del beato Josemaría Escrivá, Madrid, Rialp, 2000, 1.ª, 304 pp. ISBN: 8432132837.[17] Traducido al italiano: «Vedo scorrere in voi il sangue di Cristo». Studio sul cristocentrismo di san Josemaría Escrivá, Roma, Edizioni Università della Santa Croce, 2003, 1.ª ed. italiana, 263 pp. ISBN: 8883330374.[18]
- La lógica de la unidad de vida. Identidad cristiana en una sociedad pluralista, Pamplona, Eunsa, 2000, 1.ª, 224 pp. ISBN: 9788431317973.